# Richard Irvine Manning
Richard Irvine Manning, född 1 maj 1789 i Sumter District (numera Sumter County) i South Carolina, död 1 maj 1836 i Philadelphia, var en amerikansk politiker. Han var guvernör i delstaten South Carolina 1824–1826 och ledamot av USA:s representanthus från 1834 fram till sin död. Han var först demokrat-republikan och senare demokrat. Han var far till John Lawrence Manning och farfar till Richard Irvine Manning III.
Manning utexaminerades 1811 från South Carolina College (numera University of South Carolina) och deltog sedan i 1812 års krig.
Manning efterträdde 1824 John Lyde Wilson som guvernör och efterträddes 1826 av John Taylor. Kongressledamot James Blair avled 1834 i ämbetet och efterträddes av Manning. År 1836 avled han sedan själv i ämbetet.